# Братське (Генічеський район)
Бра́тське — село в Україні, у Нижньосірогозькій селищній громаді Генічеського району Херсонської області.

## Основні відомості
Населення становить 377 осіб.
Кол. с.-г. п-во «Братське». СГ ТОВ «Братське». Фермерські господарства Зернове, Оазис, МАВЄМ, Паросток. ПП «Агротенології». Сільське комунальне підприємство «Фортуна» — 2 артезіанські свердловини. Школа-садок.

## Історія
Братське окуповане німецькими військами 14 вересня 1941 р., звільнене 02 листопада 1943 р.
18 листопада 2008 року колишньому селищу надано статус села.
12 червня 2020 року, відповідно до розпорядження Кабінету Міністрів України № 713-р «Про визначення адміністративних центрів та затвердження територій територіальних громад Запорізької області», увійшло до складу Нижньосірогозької селищної громади.
19 липня 2020 року, в результаті адміністративно-територіальної реформи та ліквідації  Нижньосірогозького району увійшло до складу Генічеського району.
24 лютого 2022 року село тимчасово окуповане російськими військами під час російсько-української війни.

## Населення
Згідно з переписом УРСР 1989 року чисельність наявного населення селища становила 283 особи, з яких 131 чоловік та 152 жінки.
За переписом населення України 2001 року в селищі мешкало 376 осіб.

### Мова
Розподіл населення за рідною мовою за даними перепису 2001 року:
| Мова       | Відсоток |
| ---------- | -------- |
| українська | 93,37 %  |
| російська  | 5,04 %   |
| інші       | 1,59 %   |